# Gregor Ropret

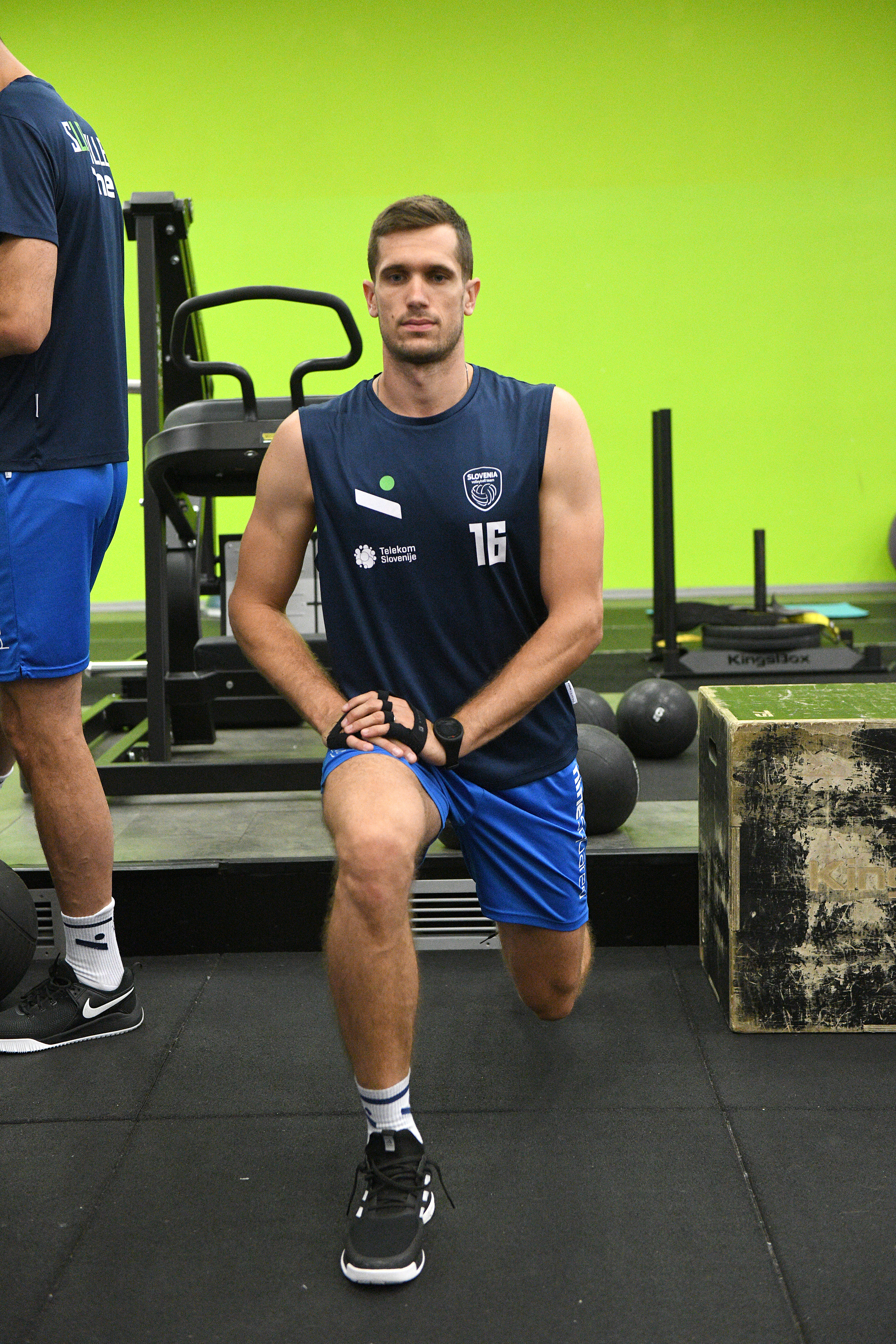
Gregor Ropret na siłowni na zgrupowaniu reprezentacji Słowenii, 05.08.2022

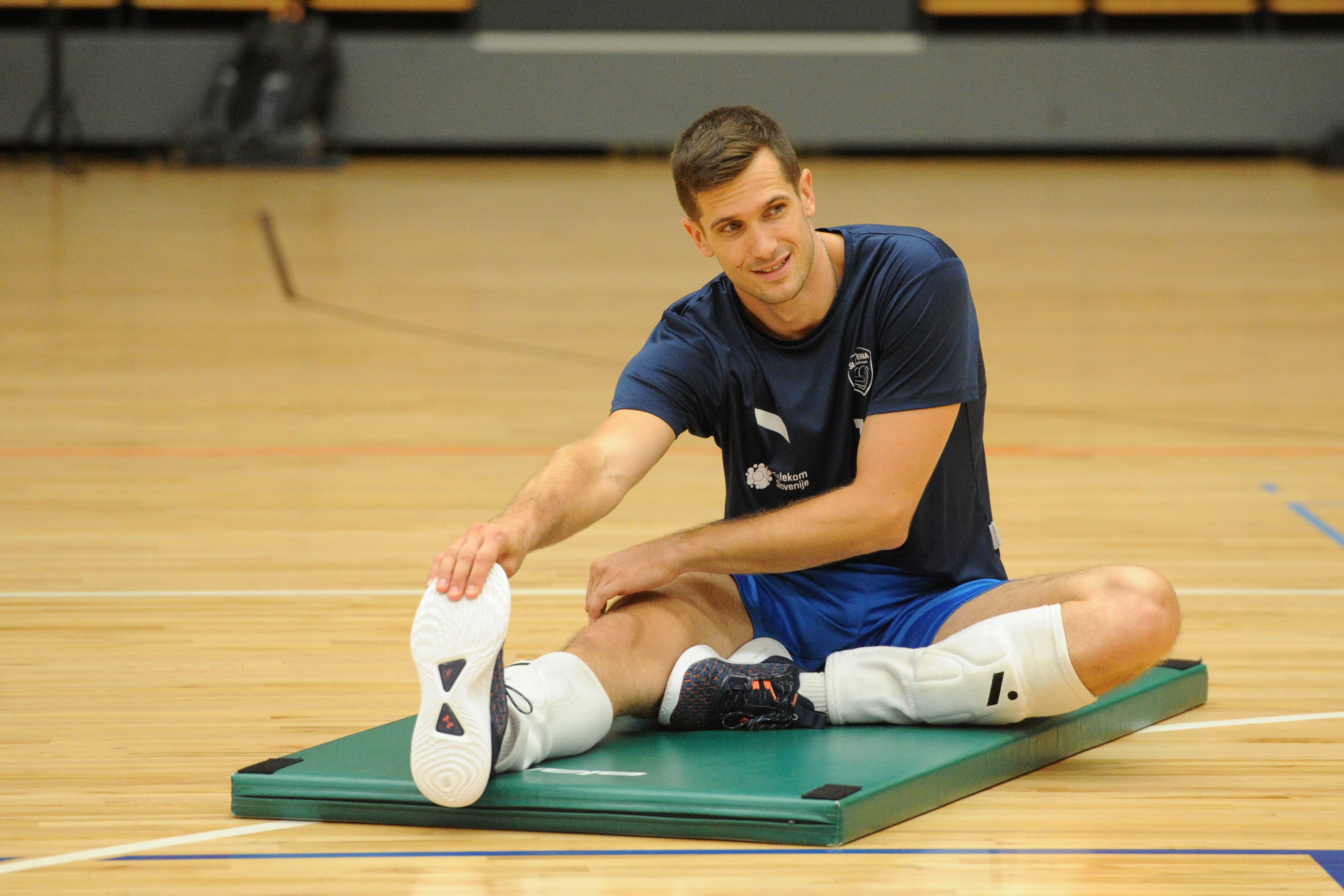
Gregor Ropret podczas rozgrzewki na zgrupowaniu w reprezentacji Słowenii, 09.08.2022

Gregor Ropret (ur. 1 marca 1989 w Lublanie) – słoweński siatkarz, reprezentant Słowenii, grający na pozycji rozgrywającego. 

## Przebieg kariery
| Lata                      | Klub                     |
| ------------------------- | ------------------------ |
| 2008–2011                 | Calcit Kamnik            |
| 2011–2014                 | ACH Volley Lublana       |
| 2014–2016                 | Hypo Tirol Innsbruck     |
| 2016–2016 (do 23.10.2016) | Exprivia Molfetta        |
| 2016–2017 (od 27.10.2016) | Afyon Belediye Yüntaş    |
| 2017–2018                 | VK ČEZ Karlovarsko       |
| 2018–2020                 | Nantes Rezé Métropole    |
| 2020–2021                 | ACH Volley Lublana       |
| 2021–2022                 | Cambrai Volley           |
| 2022–2024                 | Sir Safety Conad Perugia |
| 2024–2025                 | Asseco Resovia Rzeszów   |
| 2025–                     | ACH Volley Lublana       |

## Sukcesy klubowe
Puchar Słowenii:
- 2012, 2013

MEVZA - Liga Środkowoeuropejska:
- 2013, 2014, 2015, 2021
- 2012, 2016

Mistrzostwo Słowenii:
- 2012, 2013, 2014
- 2021

Mistrzostwo Austrii:
- 2015, 2016

Mistrzostwo Czech:
- 2018

Superpuchar Włoch:
- 2022[6], 2023[7]

Klubowe Mistrzostwa Świata:
- 2022[8], 2023[9]

Puchar Włoch:
- 2024[10]

Mistrzostwo Włoch:
- 2024[11]

Puchar CEV:
- 2025[12]

## Sukcesy reprezentacyjne
Igrzyska Śródziemnomorskie:
- 2009

Liga Europejska:
- 2015[13]
- 2011, 2014

Mistrzostwa Europy:
- 2015[14], 2019, 2021
- 2023[15]

## Nagrody indywidualne i wyróżniania
- 2021: Najlepszy rozgrywający Mistrzostw Europy
- 2022: Najlepszy siatkarz w 2022 roku w Słowenii uznany przez głosowanie w Radzie Zawodowej OZS[16]
- 2024: Najlepszy rozgrywający Memoriału Huberta Jerzego Wagnera